# До победе и даље
До победе и даље (мкд. До победата и по неа) је југословенски филм из 1966. године. Режирао га је Живорад Митровић, а сценарио је писао Симон Дракул.
Прво приказивање филма било је 1. јануара 1966. године.

## Радња
Пред крај Другог светског рата у малом македонском месту кога су партизани ослободили од бугарских снага, поставља се питање како се поставити према заробљеним војницима, али и мештанима који су подржавали непријатеља.

## Улоге
| Глумац            | Улога             |
| ----------------- | ----------------- |
| Александар Гаврић | Пушкар            |
| Јанез Врховец     | Видан             |
| Петар Прличко     | Диме              |
| Милена Дравић     | Момата            |
| Воја Мирић        | Кремлев           |
| Коле Ангеловски   | Боро              |
| Ристо Шишков      | Трајко            |
| Невена Коканова   | медицинска сестра |
| Милан Срдоч       | Митре Заревски    |
| Илија Милчин      | адвокат Страшев   |
| Мери Бошкова      |                   |
| Владимир Медар    | кмет              |
| Димитар Костаров  | Камџиев           |
| Драги Костовски   | Кирил Нацев       |
| Драган Оцокољић   | Панче             |
| Ђорђе Ненадовић   | Душко             |
| Душан Антонијевић |                   |
| Јован Ранчић      |                   |
| Дарко Дамевски    |                   |
| Тодор Николовски  |                   |
| Панче Камџик      |                   |
| Вукан Диневски    |                   |
| Нада Гешовска     |                   |
| Јон Исаја         |                   |
| Џeмаил Макшут     |                   |
| Никола Автовски   |                   |
| Милан Босилчиќ    |                   |
| Тома Киров        |                   |
| Абдурахман Шаља   |                   |
| Мушереф Лозана    |                   |